# المسيح الرب: الطريق إلى سيناء
المسيح الرب: الطريق إلى سيناء هي رواية تصور حياة يسوع، كتبتها آن رايس وإصدر في عام 2008. إنها تكملة لكتاب المسيح الرب: خارج مصر وكانت جزءًا من سلسلة مقترحة من أربعة أجزاء حول حياة يسوع.

## التعليقات
وصفت مجلة Publishers Weekly الرواية بأنها "تمت ملاحظتها بشكل جميل. تتويجًا لملحمة عائلية حميمة من الحب والحزن وسوء الفهم". في التعامل مع قضايا طفولة يسوع المبكرة، قال المراجع إن "رايس تقوم بتوازن دقيق: إذا كان من الممكن خلق شخصية تكون إنسانية بالكامل وإلهية بالكامل في نفس الوقت، كما تؤكد المعتقدات المسيحية القديمة، فإن رايس تنجح".